# Kōzō Miyoshi
Kōzō Miyoshi (三好 耕三, Miyoshi Kōzō, né en 1947) est un photographe japonais, lauréat de l'édition 1986 du prix de la Société de photographie du Japon dans la catégorie « espoirs ».